# 천진샹
천진샹(중국어 정체자: 陳錦祥, 병음: Chén Jînsháng, 한자음: 진금상, 1959년 7월 7일 ~ )은 타이완의 정치인이다, 1994년 타이베이시 제6선거구의 의회의원으로 당선된다.